# 大韩民国临时政府镇江时期史料陈列馆
大韩民国临时政府镇江时期史料陈列馆，是江苏省镇江市的博物馆，位于小杨家门34号穆源学校旧址。

## 历史
此地原为镇江企业家金恒仁祖产，1906年6月在此设立穆源学校。1935年11月至1937年11月，大韩民国临时政府迁至此处，在穆源小学多次进行宣传活动。2006年，穆源小学迁出此地。
2010年7月，镇江市文物局和润州区人民政府在此处设立“镇江时期大韩民国临时政府活动基地遗址”碑。之后，镇江市人民政府决定在原址设立史料陈列馆，并于2012年8月开馆。